# Obersteinbach (Nabburg)
Obersteinbach ist ein Ortsteil der Stadt  Nabburg im Oberpfälzer Landkreis Schwandorf (Bayern).

## Geografie
Obersteinbach liegt 640 Meter westlich der Bundesautobahn 6 und ungefähr 3 Kilometer nordwestlich von Nabburg.

## Geschichte
Diepold III. von Vohburg gründete 1118 das Kloster Reichenbach am Regen und 1133 das Kloster Waldsassen. Bereits 1118 wurde (Ober- und Unter-)Steinbach als zum nördlichen Teil des Besitzes des Klosters Reichenbach gehörig erwähnt.
Im Salbuch von 1473 wurde Obersteinbach mit einer Steuer von 1 Schilling und 15 Pfennig aufgeführt. Im Amtsverzeichnis von 1596 erschien Obersteinbach mit einem Söldengütel. Im Türkensteueranlagsbuch von 1606 waren für Obersteinbach 1 Hof, 1 Haus, 2 Ochsen, 3 Kühe, 2 Rinder, 3 Frischlinge, 16 Schafe und eine Steuer von 4 Gulden und 55½ Kreuzer eingetragen. Im Steuerbuch von 1630 wurde als zum leuchtenbergischen Lehen Stein gehörig in Obersteinbach ein Hof mit 4 Ochsen, 4 Kühen, 7 Rindern, 3 Frischlingen und einer Steuer von 6 Gulden verzeichnet.
1718 wurde Obersteinbach in einem Rechenschaftsbericht mit einem Untertan aufgeführt. Im Herdstättenbuch von 1721 erschien Obersteinbach mit 2 Anwesen, 3 Häusern und 3 Feuerstätten und zusätzlich zu Stein gehörig 1 Anwesen mit 1 Haus und 1 Feuerstätte. 1756 wurde für Stein ein neues Salbuch erstellt. In diesem Salbuch erschien Obersteinbach mit einem Allodialuntertan. Im Herdstättenbuch von 1762 erschien Obersteinbach mit 2 Herdstätten, 1 Inwohner und einer Herdstätte im Hirtenhaus mit einem Inwohner und zusätzlich zu Stein gehörig eine Herdstätte, kein Inwohner. 1792 hatte Obersteinbach 4 hausgesessene Amtsuntertanen. 1808 gab es in Obersteinbach 2 Anwesen und ein Hirtenhaus und ein Anwesen zu Stein gehörig.
1808 begann in Folge des Organischen Ediktes des Innenministers Maximilian von Montgelas in Bayern die Bildung von Gemeinden. Dabei wurde das Landgericht Nabburg zunächst in landgerichtische Obmannschaften geteilt. Obersteinbach kam zur Obmannschaft Iffelsdorf. Zur Obmannschaft Iffelsdorf gehörten: Iffelsdorf, Untersteinbach, Haindorf, Obersteinbach, Fraunberg, Ragenhof, Friedersdorf, Nessating, Döllnitz, Döllnitzmühle und Eixlberg.
Dann wurden 1811 in Bayern Steuerdistrikte gebildet. Dabei kam Obersteinbach zum Steuerdistrikt Haindorf. Der Steuerdistrikt Haindorf bestand aus den beiden Dörfern Haindorf und Obersteinbach, den Weilern Fraunberg und Ragenhof, dem Spitalholz der Stadt Nabburg, genannt die Hölle, und dem Schlosserhölzl. Er hatte 24 Häuser, 163 Seelen, 200 Morgen Äcker, 50 Morgen Wiesen, 55 Morgen Holz, 1 Weiher, 12 Morgen öde Gründe und Wege, 50 Ochsen, 20 Kühe, 50 Stück Jungvieh, 60 Schafe und 24 Schweine.
Schließlich wurde 1818 mit dem Zweiten Gemeindeedikt die übertriebene Zentralisierung weitgehend rückgängig gemacht und es wurden relativ selbständige Landgemeinden mit eigenem Vermögen gebildet, über das sie frei verfügen konnten. Hierbei kam Obersteinbach zur Ruralgemeinde Iffelsdorf. Die Gemeinde Iffelsdorf bestand aus den Ortschaften Iffelsdorf mit 27 Familien, Untersteinbach mit 26 Familien, Ziegelhütte mit 1 Familie, Eixlberg mit 1 Familie, Fraunberg mit 6 Familien, Ragenhof mit 8 Familien und Obersteinbach mit 8 Familien. Die Ortschaften Fraunberg, Obersteinbach und Ragenhof wurden 1946 von der Gemeinde Iffelsdorf aus- und in die Gemeinde Brudersdorf eingegliedert. Die Gemeinde Brudersdorf blieb bis 1972 bestehen und wurde dann nach Nabburg eingegliedert.
Obersteinbach gehörte vom 18. bis zum 20. Jahrhundert zur Filialkirche Brudersdorf der Pfarrei Nabburg, Dekanat Nabburg. Zur Filialkirche Brudersdorf, gehörten neben Brudersdorf noch Legendorf, Etzelhof, Lissenthan, Diepoltshof, Passelsdorf, Obersteinbach, Fraunberg, Ragenhof und Windpaißing.

## Einwohnerentwicklung ab 1819
| Jahr | Einwohner  | Gebäude |
| ---- | ---------- | ------- |
| 1819 | 8 Familien | k. A.   |
| 1828 | 37         | 5       |
| 1838 | 36         | 6       |
| 1864 | 43         | 17      |
| 1875 | 42         | 22      |
| 1885 | 44         | 6       |
| 1900 | 34         | 4       |
| 1913 | 28         | 4       |

| Jahr | Einwohner | Gebäude |
| ---- | --------- | ------- |
| 1925 | 28        | 5       |
| 1950 | 28        | 5       |
| 1961 | 30        | 5       |
| 1964 | 30        | 5       |
| 1970 | 33        | k. A.   |
| 1987 | 23        | 5       |
| 2011 | 25        | k. A.   |